# Leonardo Spinazzola
Leonardo Spinazzola (født 25. marts 1993) er en italiensk fodboldspiller, der spiller Serie A-klubben Napoli og det italienske landshold.